# … And His Mother Called Him Bill
… And His Mother Called Him Bill ist ein Jazz-Album von Duke Ellington, aufgenommen in vier Aufnahmesitzungen vom 28. August 1967 bis zum 15. November 1967, veröffentlicht bei RCA Victor im Jahr 1968. Es ist ein Tribut an den kurz zuvor verstorbenen Billy Strayhorn.

## Das Album
… And His Mother Called Him Bill wurde drei Monate nach dem Tod Billy Strayhorns, des engsten Mitarbeiters Duke Ellingtons aufgenommen. Das Album enthält eine Serie von Strayhorn-Kompositionen, darunter wie „Rain Check“ und „Day Dream“, „Snibor“ und einige Stücke, die bislang noch nicht vom Duke Ellington Orchester eingespielt worden waren.
Am bewegendsten ist der Titel „Blood Count“; es war das letzte Stück, das Strayhorn schrieb, als er mit Krebs im Sterben lag.
Es ist ein Feature für Johnny Hodges, „praktisch im Stillstand gespielt mit typisch dichten Harmonien. Im Mittelpunkt steht eine kleine schwermütige Figur in Sechzehntelnoten, die einem in Hinblick auf das, was Strayhorn bevorstand, das Herz brechen konnte, und Hodges spielte sie in einer Art und Weise, dass sie es auch tat“, notiert Ellington-Biograph J.L. Collier.
Auch der Titel „The Intimacy of the Blues“ gehört zu Strayhorns letzten Werken. Bezug auf seine Erkrankung nimmt auch der Titel „U.M.M.G.“ (Upper Manhattan Medical Group), eine Einrichtung, in der Ellingtons langjähriger Freund Arthur C. Logan tätig war. „‚U.M.M.G.‘ hat die eindringliche Qualität durch Klänge, ähnlich fahrender Krankenwagen“, vermerken Richard Cook und Brian Morton in ihrer Besprechung des Albums. Dort heben sie auch den Titel „All Day Long“ hervor; sie halten es für eines der gewagtesten Orchesterstücken im modernen Jazz.
Zu den eindringlichsten Momenten des Albums gehört dessen Schluss, als Duke sich „nach Ende der eigentlichen Aufnahmen noch einmal ans Klavier setzte und mitten in die nach getaner Arbeit glückliche Aufbruchstimmung hinein mit „Lotus Blossom“ seinen ganz persönlichen Abschied von „Sweet Pea“ nahm. Das dabei im Hintergrund zu hörende, allmählich verstummende Gespräch der die Koffer packenden Musiker stört dabei nicht im mindesten, ja steigert eigentlich den dramatischen Effekt dieses unspektakulären und doch so spannungsvollen, weil bewegenden und nachdenklichen, hingehauchten Solos“, so Ellington-Biograph Hans Ruland.

## Wirkungsgeschichte
Richard Cook und Brian Morton zeichnen in ihrem Penguin Guide to Jazz on CD das Album mit der Höchstnote von vier Sternen aus. Das Album gewann 1969 den Down Beat Critics Poll als Record of the Year. Im selben Jahr wurde das Album als beste Jazz-Instrumentaldarbietung mit einem Grammy ausgezeichnet.

## Editionsgeschichte
Das Album erschien 1968 als Langspielplatte (RCA LSP 3906), wurde dann mehrere Male als Compact Disc herausgegeben; zuerst 1987 bei RCA Records/Bluebird Records, dann 1993 von Flying Dutchman Records, und schließlich im Jahr 2000 von BMG. Die CD-Ausgaben enthalten zusätzliche alternate takes.

## Die Titel

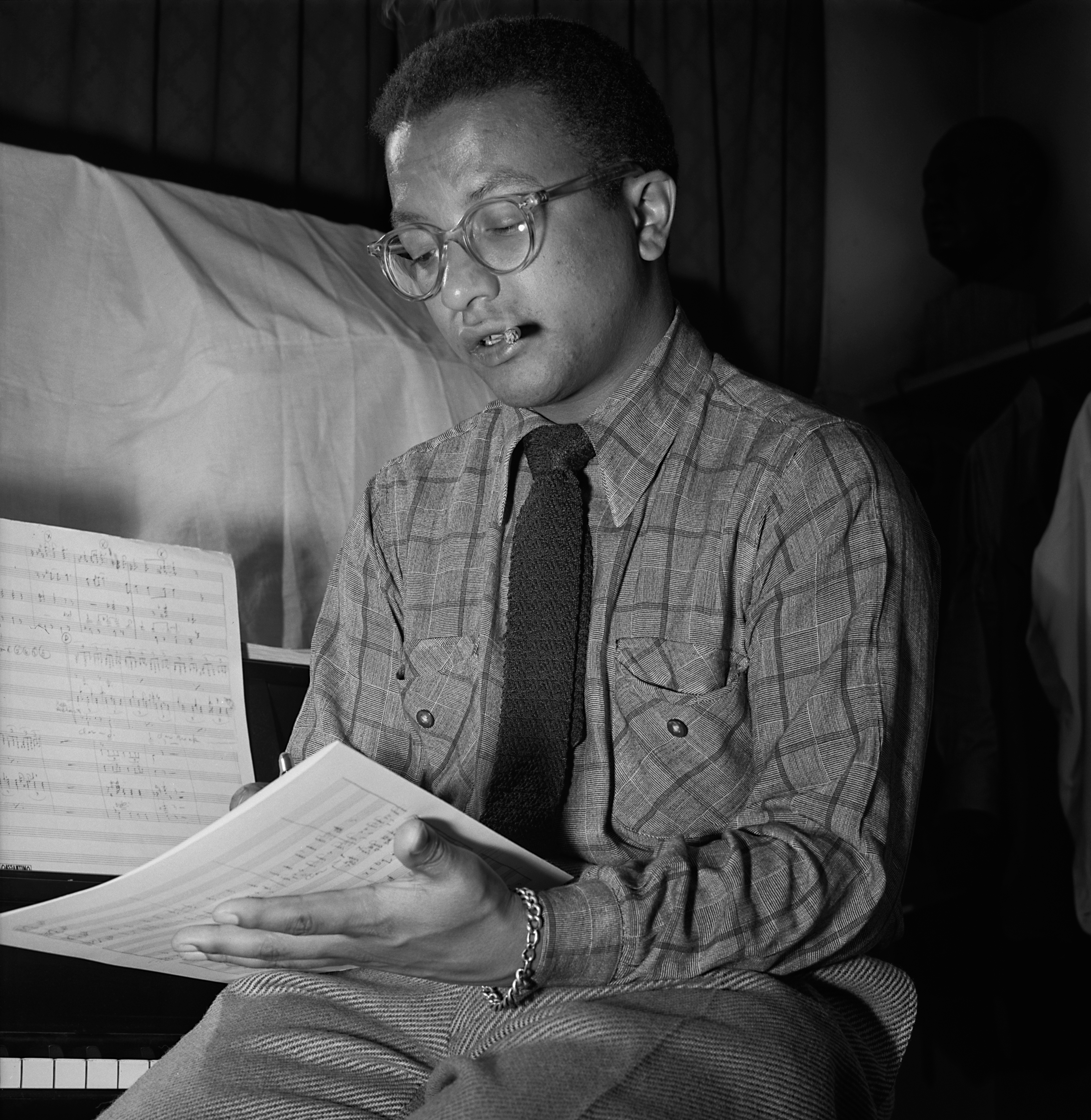
Billy Strayhorn in den 1940er Jahren.
Foto: William P. Gottlieb.

### Titel der Originalausgabe von 1968
1. „Boo-Dah“ (Strayhorn) – 3:32
2. „U.M.M.G. (Upper Manhattan Medical Group)“ (Strayhorn) – 3:13
3. „Blood Count“ (Strayhorn) – 4:19
4. „Smada“ (Ellington, Strayhorn) – 3:20
5. „Rock Skippin' at the Blue Note“ (Ellington, Strayhorn) – 3:02
6. „Rain Check“ (Strayhorn) – 4:37
7. „Midriff“ (Strayhorn) – 4:31
8. „My Little Brown Book“ (Strayhorn) – 4:13
9. „Lotus Blossom“ (Strayhorn) – 3:57
10. „Snibor“ (Strayhorn) – 4:19
11. „After All“ (Strayhorn) – 3:48
12. „All Day Long“ (Strayhorn) – 2:57
13. „Lotus Blossom“ (Strayhorn) – 5:01
14. „Day Dream“ (Ellington, Latouche, Strayhorn) – 4:20
15. „The Intimacy of the Blues“ (Strayhorn) – 3:02
16. „Charpoy“ (Strayhorn) – 3:07

### Die Titel der CD-Ausgabe
1. „Snibor“ (Strayhorn) – 4:16
2. „Boo-Dah“ (Strayhorn) – 3:28
3. „Blood Count“ (Strayhorn) – 4:18
4. „U.M.M.G.“ (Strayhorn) – 3:14
5. „Charpoy“ (Strayhorn) – 3:07
6. „After All“ (Strayhorn) – 3:52
7. „The Intimacy of the Blues“ (Strayhorn) – 2:58
8. „Rain Check“ (Strayhorn) – 4:37
9. „Day Dream“ (Ellington, Latouche, Strayhorn) – 4:25
10. „Rock Skippin' at the Blue Note“ (Ellington, Strayhorn) – 3:02
11. „All Day Long“ (Strayhorn) – 2:58
12. „Lotus Blossom“ (Strayhorn) – 3:54
13. „Acht O'Clock Rock“ (Ellington) – 2:23
14. „Rain Check [alternate take]“ (Strayhorn) – 5:22
15. „Smada [alternate take]“ (Ellington, Strayhorn) – 3:21
16. „Smada [alternate take]“ (Ellington, Strayhorn) – 3:20
17. „Midriff [alternate take]“ (Strayhorn) – 4:35
18. „My Little Brown Book [alternate take]“ (Strayhorn) – 4:13
19. „Lotus Blossom [alternate take]“ (Strayhorn) – 4:56

### Angaben zur Besetzung der einzelnen Sessions
Für den Originaltake von „Lotus Blossom“ wurde Ellington solo aufgenommen (30. August 1967); der alternate take (Nr. 16) ist zusätzlich mit Harry Carney und Aaron Bell (1. September 1967). Der Posaunist John Sanders spielt zusätzlich bei den Titeln „Rain Check“ und „Midriff“. Bei diesen Titeln sowie beim Titel „Blood Count“ fehlt Harry Carney. Auf der letzten Aufnahmesitzung am 16. November 1967 („Daydream“/„The Intimacy Of The Blues“/„Charpoy“/„Acht O'Clock Rock“), die als einzige in San Francisco stattfand, spielten Jeff Castleman und Sam Woodyard anstelle von Aaron Bell und Steve Little.